# گری سامیت (میزوری)
گری سامیت (به انگلیسی: Gray Summit) یک منطقهٔ مسکونی در ایالات متحده آمریکا است که در شهرستان فرانکلین، میزوری واقع شده‌است. گری سامیت ۱۸٫۸۳ کیلومتر مربع مساحت و ۲٬۷۰۱ نفر جمعیت دارد و ۲۰۳ متر بالاتر از سطح دریا واقع شده‌است.